# جالة مخزومي
جالا مخزومي (1949) هي مهندسة معمارية وأكاديمية وناشطة عراقية لبنانية. ولدت في العراق لأم كردية عراقية وأب لبناني. نشأت في بغداد وقضت الصيف في ضهور الشوير بلبنان. في عام 1971، التحقت بكلية الهندسة بجامعة بغداد لدراسة الهندسة المعمارية بعد التخرج، انتقلت إلى الولايات المتحدة للدراسة في جامعة ييل ، حيث حصلت على درجة الماجستير في التصميم البيئي، ودرجة الدكتوراه من جامعة شيفيلد وأكملت أطروحتها في هندسة المناظر الطبيعية.

## مسيرتها المهنية
بعد تخرجها من جامعة ييل، عادت مخزومي إلى بغداد، حيث درّست العلوم البيئية في جامعة التكنولوجيا لمدة 15 عامًا خلال هذه الفترة، بحثت مخزومي في تقاطع علم البيئة والمناظر الطبيعية، مع التركيز على المستوطنات والممارسات المحلية التي تستخدمها المجتمعات العراقية المحلية حدّت الحرب العراقية الإيرانية من قدرة مخزومي على السفر، وأجبرتها حرب الخليج الأولى عام 1990 على الانتقال من العراق، وبعد الانتقال، تابعت دراستها للحصول على درجة الدكتوراه.
أثناء وجودها في المملكة المتحدة، طورت مخزومي منهجية لتصميم المناظر الطبيعية البيئية وطبقتها على سياق شمال قبرص، وتعاونت مع غلوريا بونجيتي، وهي باحثة إيطالية ومهندسة مناظر طبيعية، أدى هذا التعاون إلى نشر كتابين مشتركين وهما كتاب تصميم وتخطيط المناظر الطبيعية البيئية، عام (1999)، والحق في المناظر الطبيعية، عام(2016). في عام 2001، انضمت مخزومي إلى الجامعة الأمريكية في بيروت (AUB) حيث شاركت في تأسيس برنامج تصميم المناظر الطبيعية وإدارة النظام البيئي، وعملت كأستاذة ومنسقة للبرنامج من خريف 2001 إلى ربيع 2007 شاركت مخزومي في مشروع حديقة التكنولوجيا الريفية AREC، تغير المناخ وسبل العيش المستدامة في لبنان.
أثناء وجودها في لبنان، عملت مع فريق من الجامعة الأمريكية في بيروت لإحياء مشروع أربيل الأخضر الداخلي، ووفقًا لأحد المصادر، أهملت الجامعة المشروع لأسباب أمنية. في مقترح الحزام الأخضر الداخلي لأربيل، هدفت الجامعة إلى الحد من توسع المدينة، والحد من التنمية الحضرية، وتحسين المناخ المحلي، وتوفير مساحة ترفيهية للسكان.
شاركت في الجهود الرامية إلى تحديد دالية الروشة كمساحة عامة لتكون دالية الروشة مساحة عامة للمجتمعات المحلية في بيروت بعد الحرب الأهلية والاحتجاج ضد التنمية الخاصة.